# 부산인디커넥트페스티벌
부산 인디 커넥트 페스티벌(Busan Indie Connect Festival, BIC Fest)은 매년 부산광역시에서 열리는 국제 단위 인디 게임 행사이다.
기존에도 다른 게임 전시회인 지스타 / PAX EAST 등에서 BIC 부스를 통해 인디게임을 알리긴 했지만 부산 인디 커넥트 페스티벌은 '인디게임' 타이틀을 걸고 진행하는 대규모 행사인 만큼, 다른 전시회에선 접하기 힘들었던 국내외 다양한 인디게임들을 보여준다.
2015년 처음 개최될 때는 부산 문화콘텐츠 컴플렉스에서 열린 작은 행사였으나, 2016년부터 규모가 제법 커져 2017년도와 2018년까지 부산 영화의 전당 야외 광장에서 열렸다.
2019년에는 장소를 옮겨 바다가 보이는 쾌적한 실내 공간에서 개성있는 인디 게임들을 만나볼 수 있는 부산항 국제 전시 컨벤션 센터(BPEX)에서 개최된다.
| 부산 인디 커넥트 페스티벌 Busan Indie Connect Festival | 부산 인디 커넥트 페스티벌 Busan Indie Connect Festival                  |
| 개최 도시                                              | 대한민국 부산 광역시                                                    |
| ------------------------------------------------------ | ----------------------------------------------------------------------- |
| 주최                                                   | 부산정보산업진흥원 인디라! 인디게임개발자 모임 한국모바일게임협회(KMGA) |
| 주관                                                   | 부산인디커넥스페스티벌 조직위원회                                       |
| 후원                                                   | 문화체육관광부, 부산광역시, 한국콘텐츠진흥원(KOCCA)                     |
| 장소                                                   | 영화의전당 야외 광장                                                    |
| 링크                                                   |                                                                         |

## 2015년

### 행사 기간
9월 9일부터 9월 12일까지 3일간 진행되었다.
“BIC 2015”.

### 행사 장소
1회차 행사인 만큼 부산 문화콘텐츠 컴플렉스에서 조촐하게 개최되었다.
“BIC 2015”.

### 프로그램
그 흔한 부스 걸도 이벤트도 없었고, 연예인이 축하 공연을 온 것도 아니었다.
규모나 장소, 기간으로만 살펴본다면 상대적으로 조촐하게 준비된 게임 행사로 치부할 수도 있다.
그러나 BIC 2015의 이면을 들여다보면 약 90여 개에 달하는 출품작과 특정 장르와 플랫폼에 편향되지 않은 다양성까지 겸비, 행사에 참여한 개발자들의 열정은 다른 행사와는 남달랐다.

참가자들은 아무 부스로 가서 제작자들이 직접 개발한 게임들을 즐길 수 있고 서로 얘기를 하며 게임에 대한 피드백도 주고 받을 수 있었다.
“BIC 2015”.

| 수상작 목록        | 수상작 목록               | 수상작 목록                  |
| 부문               | 제목                      | 제작사                       |
| ------------------ | ------------------------- | ---------------------------- |
| 대상               | pavilion                  | Visiontrick Media            |
| 최고의 게임 디자인 | 아미 앤 스트레테지:십자군 | 파이드 파이퍼스 엔터테인먼트 |
| 최고의 아트        | Nom Nom Galaxy            | Q-games                      |
| 최고의 오디오      | Thumper                   | Drool                        |
| 관객상             | Arena Gods                | supertype                    |

## 2016년

### 행사 기간
2016년 9월9일부터 9월11일까지 3일간 진행되었다. 첫날에는 일반인의 참관이 불가능하고, 둘째날인 10일부터 이틀간 행사에 참여할 수 있었다.  네시 삼십분, 에픽게임즈 등 다양한 대형 스폰서들의 지원에 힘입어 더욱 커진 규모와 더욱 질 좋은 프로그램들을 자랑했다.

### 행사 장소
1회차였던 전년도는 개발자를 위한 행사로 기획되었다면, 2회차인 빅 페스티벌 2016은 조금 더 소비자를 위한 행사로 기획되었다. 이를 위해 다양한 부대 행사를 준비했고, 행사장도 전년도에 비해 규모가 커져 부산 영화의 전당 야외 광장으로 정해졌다.

### 프로그램
특히 전시 된 게임이 전년도에 비해 20여개가 늘어 무려 약100개가 전시 되었고, 또한 내부 심사를 통해 출품이 결정된 80여개의 작품 외에도, 다른 해외 게임쇼에서 선전된 작품 및 BIC 초청작까지 다양하게 구성되어 있었다.

#### 1. 인디게임 전시
100여개의 인디게임을 직접 체험해보고, 개발자들을 만나볼 수 있는 네트워크 전시였다.
9월10일 12시부터 20시, 9월 11일 12시부터 18시까지 메인 전시장에서 체험할 수 있었다.

#### 2. 나이트 게임 전시
전년도와 같이 다양한 실험적인 설치형 게임을 체험해볼 수 있는 나이트 게임 쇼케이스, 애프터 다크가 열렸다. 애프터다크에는 스크린을 사용하지 않는 게임 Line Wobbler와 JOUST, 실험적인 컨트롤러를 사용하는 게임 RAKETE, 플레이어를 춤추게 만드는 모바일 게임 Bounden 등 총 6개의 작품을 전시하였다.
9월10일 20시부터 22시까지 야외무대에서 체험할 수 있었다.

#### 3. MCN 이벤트
1인 미디어 크리에이터와 함께하는 인디게임 소개와 팬미팅
9월10일 12시부터 14시까지, 9월11일 13시부터 15시까지 야외 무대에서 체험 할 수 있었다.

#### 4. 디지털 아트배틀 리미츠(Limits)
랜덤으로 주제를 받아 20분안에 즉석에서 표현을 하는 새로운 개념의 엔터테인먼트 행사, 리미츠를 국내 최초로 선보였다. 2016년 치러졌던 결선에서 우승한 한국 챔피언은 2017년 2월 일본 오사카에서  열리는 월드 그랑프리 대회에 참가할 자격을 얻었다.
9월10일 14시30분에 예선이, 19시에 결선이 야외 무대에서 개최되었다.

#### 5. 대형 스크린 게임 토너먼트
가로24, 세로13미터의 큰 화면에서 전년도 BIC에서 청중상을 수상한 아레나 가드의 토너먼트 이벤트였다.

9월10일 20시30분부터 21시까지 야외 무대에서 개최하였다.

#### 6.레트로 게임 장터
페미콤, 메가 드라이브와 같은 추억의 콘솔 게임기를 직접 체험하고, 구매할 수 있는 특별한 이벤트 존인 레트로 게임 장터를 운영했다. 행사 중에는 게임 퀴즈 대회와 경매 같은 재미있는 게임을 진행하였다.

9월 10일,11일 12시부터 18시까지 진행되었다.

#### 7. 코스프레
네이버 대표 카페 '코스프레를 사랑하는 사람들의 모임'과 함께 영화의 전당을 배경으로 코스프레 이벤트를 진행하였다. 행사 기간 중 멋진 코스어와 사진사들을 선정하여 선물을 시상하기도 하였다.

#### 8. BIC 어워드
각 분야의 베스트를 가리고, 상을 수여하였다.

9월11일 18시부터 19시까지 야외 무대에서 시상하였다.
“한눈에 보는 2016 부산 인디 커넥트 페스티벌”.
| 부문                 | 제목                           | 제작사             |
| -------------------- | ------------------------------ | ------------------ |
| 대상                 | Enter the Gungeon              | Dodge Roll         |
| 탁월한 게임 디자인   | Black The Fall                 | Sand Sailor Studio |
| 탁월한 아트          | Earth Atlantis                 | Pixel Perfex       |
| 탁월한 멀티 플레이어 | Enter the Gungeon              | Dodge Roll         |
| 탁월한 오디오        | Sentris                        | Timbre Interactive |
| 탁월한 내러티브      | 레플리카(Replica)              | Somi               |
| 탁월한 캐주얼        | 반격유희(The Counter Of Death) | 컬킹(Curlking)     |
| 탁월한 실험성        | A Tiny Escape                  | VITEI Backroom     |
| 최고의 부스          | 반격유희(The Counter Of Death) | 컬킹(Curlking)     |

## 2017년

### 행사 기간
9월15일부터 9월17일까지 3일간 진행되었고, 2016년도와 같이 두번째 날부터 일반인들의 참여가 가능하였다.

### 행사 장소
전년도와 같이 규모가 커지면서 부산 영화의 전당 야외 광장으로 정해졌다.

### 프로그램
2016년도와 같은 프로그램들로 구성되었다.
한가지 달랐던 점은 인디 게임을 사랑하는 사람들과 관심이 생긴 사람들, 그리고 인디 게임 자체가 훨씬 늘었다는 점이었다.

“BIC 2017 HIGHLIGHT”.

| 부문                | 제목                                 | 제작사                    |
| ------------------- | ------------------------------------ | ------------------------- |
| 대상                | Yonder: The Cloud Catcher Chronicles | Prideful Sloth            |
| 탁월한 게임 디자인  | The Gardens Between                  | The Voxel Agents          |
| 탁월한 아트         | Old Man's Journey                    | Broken Rules              |
| 탁월한 멀티플레이어 | Roof Rage                            | Early Melon               |
| 탁월한 오디오       | Rhythm Doctor                        | 7th Beat Games            |
| 탁월한 내러티브     | Agatha Knife                         | Mango Protocol            |
| 탁월한 캐주얼       | 큐비 어드벤처(Cubie Adventure)       | UNIT5                     |
| 탁월한 실험성       | Eden Obscura                         | Q-Games                   |
| 최고의 부스         | 컬러레인(Color Rain)                 | 두놈게임즈(Doonome Games) |

## 2018년

### 행사 기간
9월 13일부터 9월 16일까지 규모가 더욱 커지면서 처음으로 3일이 아닌 4일간 진행되었다.

### 행사 장소
전년도와 같이 규모가 커지면서 부산 영화의 전당 야외 광장으로 정해졌다.

### 프로그램
프로그램은 2016년과 크게 바뀐 점은 없었다.

추가된 프로그램이 있었는데, 바로 인디 게임 개발자와 게임 전문가들의 강의였다.
게임 전문가와 인디 게임 개발자들을 초청하여 인디 게임의 전망이나 가능성등을 알려주기도 했고, 창의적이고 새로운 인디 게임을 소개해 주기도 하였다.

| 수상작 목록         | 수상작 목록                                             | 수상작 목록                              |
| 부문                | 제목                                                    | 제작사                                   |
| ------------------- | ------------------------------------------------------- | ---------------------------------------- |
| 대상                | Wattam                                                  | Funomena, LLC                            |
| 탁월한 게임 디자인  | Songbird Symphony                                       | Joysteak Studios                         |
| 탁월한 아트         | She and The Light Bearer                                | Mojiken Studios                          |
| 탁월한 멀티플레이어 | Bossgard                                                | 샌드 세일러 스튜디오(Sand Sailor Studio) |
| 탁월한 오디오       | Muse Dash                                               | PeroPeroGames                            |
| 탁월한 내러티브     | MazM: 오페라의 유령                                     | (주)자라나는 씨앗                        |
| 탁월한 캐주얼       | 컬러즐(Colorzzle)                                       | DarongStudio                             |
| 탁월한 실험성       | 업슨넫됴(omithng)                                       | 붕방(BoongBang)                          |
| 최고의 부스         | RPG TIME: The Legend of Wright/ Solitaire Cooking Towel | DESKWORKS / Sticky Hands Inc.            |

## 2019년

### 행사 기간
9월 5일부터 9월 8일까지 4일간 진행되었다..

### 행사 장소
2019년부터 바다가 보이는 쾌적한 실내 공간에서 더욱 개성있는 인디 게임들을 만나볼 수 있는 부산항국제전시컨벤션센터(BPEX)에서 진행될 예정이다.

### 프로그램
2019년부터는 루키부문이 신설되었다. 일반부문,루키부문 2개부문으로 게임을 접수, 선정했다.

9월 5일 첫째날은 컨퍼런스, 9월 6일 둘째날은 게임업계 관계자들이 참관하는 비즈니스 데이가 진행되었다.
주말인 9월 7일~8일은 일반관객을 위한 게임전시와 이벤트가 열렸다.

“BIC 2019”. 2019년 6월 18일에 원본 문서에서 보존된 문서.